# 다테야마정
다테야마정(일본어: 立山町)은 일본 도야마현 나카니카와군의 정이다. 특별 폭설 지대이다.

## 지리
다테야마 산맥에 위치한다.

### 인접하는 자치체
- 도야마현
  - 도야마시
  - 구로베시
  - 나카니카와군 가미이치정, 후나하시촌

- 나가노현
  - 오마치시

### 기후
온대 기후이며, 여름에는 덥고 겨울에는 추우며 겨울에는 눈이 많이 온다. 연평균 기온은 13.4°C이다. 연평균 강수량은 2,242mm이고 9월은 가장 습한 달이다. 8월 평균 기온은 26.2°C이고 1월 평균 기온은 2.1°C이다.

## 역사
현재의 다테야마 지역은 고대 엣추국의 일부였다.
에도 시대 말까지 고히앗코쿠 지역은 다카하라노로 불렸다. 그것은 마을 관리들이 가가 씨에게 다테야마 고쿠다카에 해당하는 들판의 개간 허가를 요청했던 것에서 유래한다. 개발이 진행되었고, 그 지역에 마을 형성에 대한 허가가 났다. 고히앗코쿠텐만 신사의 주변에는 도야마만과 다테야마산 사이에 남북으로 교통이 형성되었다. 거기서부터 그것들은 마을에서 도야마시 중심부로 동쪽에서 서쪽으로 이어지는 거리들과 교차할 것이다. 이것은 농업과 사업의 성장 지역을 위한 배경이 되었다.
- 1954년 1월 10일 - 나카니카와군 아야마정, 리타촌, 히가시다니촌, 가마가후치촌, 우와단촌, 다테야마촌을 합병해 다테야마정이 성립하였다.

## 교육
7개의 공립 초등학교와 1개의 공립 중학교가 있다. 도야마현 교육위원회가 운영하는 공립 고등학교가 하나 있다.
초등학교는 다테야마 초등학교, 가마가후치 초등학교, 다카노 초등학교, 다테야마 중앙 초등학교, 리타 초등학교, 호쿠부 초등학교, 니추아노 초등학교이다. 중학교와 고등학교는 모두 다테야마산에 있는 신사의 이름을 따서 오야마라고 명명되었다.
2016년까지만 해도 신토 초등학교라는 8번째 초등학교가 있었지만 산간 지역에서 벗어나 본고장 중심부로 이주한 결과 출석 인원이 적어 폐교됐다.
다테야마정에 있는 오야마 중학교는 교육부에 의해 도야마현에서 가장 높은 영어 실력을 가진 것으로 보고되었다.

## 마스코트
다테야마의 마스코트는 다테야마산에서 발견된 도야마현의 새 "라이초"의 "라이"와 "지이"를 합친 "레이지"이다. 그의 나이는 20,005세이고 생일은 4월 16일이라고 한다. 그는 지팡이를 들고 다니며 그의 모자는 다테야마를 구성하는 세 개의 산 모양이다. 그의 일은 다테야마를 순찰하고 그곳에서 발견된 아름다운 자연을 보호하는 것이다.

## 인구
일본의 인구조사 자료에 따르면, 다테야마정의 인구는 지난 50년 동안 꾸준히 유지되어 왔다.
|                                                | |
| 다테야마정의 전국의 연령별 인구 분포（2005년） | 다테야마정의 연령·남녀별 인구 분포（2005년）                                                                           |
| ■자주색 ― 다테야마정 ■녹색 ― 일본전국          | ■파랑색 ― 남자 ■빨간색 ― 여자                                                                                          |
| · 다테야마정（에 해당되는 지역）의 인구추이    | |
| 일본 총무성 통계국 국세조사 결과               | |
|                                                | 기술적 문제로 인해 그래프를 일시적으로 사용할 수 없습니다. 파브리케이터와 미디어위키 위키에 더 자세한 정보가 있습니다. |

## 교통

### 철도
- 도야마 지방 철도
  - 본선
  - 다테야마선
  - 가미다키선

- 다테야마쿠로베 알펜루트
  - 다테야마 케이블카
  - 다테야마쿠로베 관광 무궤조 전차선
  - 다테야마 로프웨이
  - 구로베 케이블카
  - 간덴 터널 트롤리버스

- 국토교통성 다테야마 사방공사 전용궤도

### 도로
- 호쿠리쿠 자동차도